# Carl Tofft
Carl Gunnar Tofft, född 8 maj 1969 på Lidingö, är en svensk frilansjournalist, programledare och teveproducent. Tofft har arbetat med en lång rad olika produktioner, och har tidigare varit anställd på Sveriges Televisions kulturredaktion. 
2006 tilldelades Tofft Stora journalistpriset för programserien Musikministeriet i klassen årets förnyare. Nominering: För ett nyfiket program som i tvära, täta klipp ser samband mellan musikgenrer och drar folkbildande linjer i historien. Musikministeriet förnyar musikjournalistiken med spetsig humor och klar tonträff.
Båda säsongerna av Alla är fotografer nominerades till Kristallen och uppmärksammades på INPUT 2016 i Calgary.
Tofft har också gjort ett antal radioserier för Sveriges radio, även tillsammans med kulturkritikern och journalisten Camilla Lundberg.  Mellan 2016-2022 programledde Tofft även den uppmärksammade och omfångsrika podcasten Klassiska podden om klassiska kompositörer. Podden spelades även in inför publik på Berwaldhallen och på Nordiska museet. 

## TV-produktioner i urval
- Klassiska typer (2004)[6] Svt
- Musikministeriet I (2006) Svt[7]
- Musikministeriet II (2008) Svt[7]
- Skräckministeriet (2009)[8] Svt
- Musik som gör ont (2010)[9] Svt
- Resebyrån (2011)[10] Svt
- Alla är fotografer I (2013) Brommamamma för Svt
- Alla är fotografer[11] II (2014) Brommamamma för Svt
- Camillas klassiska[12] (2015) Svt
- Tänk om (2016)[13] Thelma & Louise för Svt
- Kobra[14] (2016, 2017) Producent och projektledare Svt
- Hälsningar från... (2019)[15] TV4
- Rapport från 2050[16] (2020) Svt
- Framtiden runt hörnet[17] (2020) Svt
- Det svenska spelundret[18] (2021) Svt
- Ta det som en man[19] - med Bianca Kronlöf (2022) Svt
- Gina lever och dör[20] (2022) Svt.
- Kungen och jag[21] (2023) Svt
- Hemmakultur[22] (2023) Svt
- Sverige och kriget[23] (2025) Svt

## Radio
- Tofft & Lundberg (2011) [24] Sveriges Radio P2
- Tofft & Lundberg (2012)  [24] Sveriges Radio P2
- Sommar i P1 med Danica Kragic Jensfelt[25] (2016) Sveriges Radio P1
- Musik och Matematik (2018[26]) Sveriges Radio P2
- Smaka på kompositören[27] (2019) Sveriges Radio P2

## Podcast
- Klassiska podden[28] (2016) Strauss, Händel, Stravinsky, Mozart, Brahms, Britten, Schumann, Sjostakovitj, Beethoven, Wagner.
- Klassiska podden[28] (2017) Tegnér, Ravel, Vivaldi, Berlioz, Larsson, Schubert, Bartók, Chopin, Boulanger, Bach, Sibelius.
- Klassiska podden[28] (2018) Sibelius, Mahler, Prokofjev, Verdi, Haydn, Tjajkovskij, Mendelssonh, Dvorak, Bingen, Berwald.
- Klassiska podden[28] (2019) Rachmaninov, Monteverdi, Liszt, Puccini, Roman, Cage, Amy Beach, Debussy, Ethel Smythe, Grieg.
- Klassiska podden[28] (2020) Bruckner, Stenhammar, Rossini, Poulenc, Viardot, Purcell, Nielsen, Sandström, Elgar, de la Guerra.
- Klassiska podden[28] (2021) Janacek, Gershwin, Pettersson, Schönberg, Saint-Saëns/Chaminade, Gluck, Satie/Skrjabin, Musorgskij, Messiaen, Crawford.
- Klassiska podden[28] (2022) Donizetti, Alfvén, Andrée, Offenbach & Straussfamiljen, Holmés & Franck, Rameau, Ligeti, Bernstein, Telemann, Piazzolla.

## Priser/Nomineringar
- Stora journalistpriset (2006)[29]
- Ikarospriset (2007)
- Prix Egalia (2007)
- Alla är fotografer I (2013) Nominering Kristallen[30]
- Alla är fotografer[11] II (2014) Nominering Kristallen[30]
- Hälsningar från... (2019)[15] Nominering Kristallen[30]